# Жална
Жална (словен. Žalna) — поселення в общині Гросуплє, Осреднєсловенський регіон, Словенія. Висота над рівнем моря: 335,3 м.